# Ван Жун (эпоха Цзинь)
Ван Жун (кит. 王戎, пиньинь Wáng Róng, 234—305), почетное имя Цзюньчун (濬沖) — политический деятель империи Цзинь.
Ван Жун служил Цзинь в качестве третьего Восточного генерала. Он участвовал в финальном завоевании Восточного У, ведя свою армию к Учану (武昌, современный Эчжоу, не путать с Учаном, Хубэй, который в это время назывался Сякоу 夏口). После этого армия Ван Жуна слилась с силами Ван Цзюня. Вместе они подошли к столице У Цзянье. После завоевания Восточного У Ван Жун обрёл известность во всем государстве и стал одним из Семи мудрецов бамбуковой рощи.